# 私的録画補償金管理協会
一般社団法人私的録画補償金管理協会（してきろくがほしょうきんかんりきょうかい、英: Society for Administration of Remuneration for Video Home Recording、略称：SARVH（サーブ））は、かつて存在した著作権制度のうち、私的録音録画補償金制度の録画関係の管理（補償金の請求と分配）、及び著作権思想の普及活動等を行っていた一般社団法人である。1999年（平成11年）に設立。2015年（平成27年）4月1日に解散。

## 構成団体
- 私的録画著作権者協議会（会員11団体）
  - 社団法人日本民間放送連盟
  - 特殊法人日本放送協会（NHK）
  - 社団法人全日本テレビ番組製作社連盟
  - 一般社団法人日本映画製作者連盟
  - 一般社団法人日本動画協会
  - 一般社団法人日本映像ソフト協会
  - 日本映画製作者協会
  - 一般社団法人日本音楽著作権協会（JASRAC）
  - 協同組合日本脚本家連盟
  - 協同組合日本シナリオ作家協会
  - 社団法人日本文藝家協会
- 社団法人日本芸能実演家団体協議会
  - 社団法人日本音楽事業者協会
- 社団法人日本レコード協会（RIAJ）
  - 一般社団法人音楽出版社協会

## 協会所在地
- 東京都港区赤坂5-4-6

## 私的録画補償金管理協会に関連する裁判
2009年（平成21年）11月10日、私的録画補償金管理協会は、東芝を相手取ってデジタル放送専用録画機について、私的録画補償金3264万円の支払いを求める民事訴訟を、東京地方裁判所に提訴した。
これに対して、東京地方裁判所は2010年（平成22年）12月27日、私的録画補償金管理協会の請求を棄却して敗訴とする判決を下した。私的録画補償金管理協会は、同判決を不服として翌28日に東京高等裁判所に控訴したが、知的財産高等裁判所は2011年（平成23年）12月22日、私的録画補償金管理協会の控訴を棄却した。
団体は上告するも、最高裁判所第一小法廷にて、金築誠志裁判長は2012年（平成24年）11月8日付けで私的録画補償金管理協会の上告を棄却。これにより東芝の勝訴と私的録画補償金管理協会の全面敗訴が確定した。

## 協会の終焉
前述の全面敗訴や地上アナログ放送が2011年（平成23年）7月24日（岩手県、宮城県、福島県の東北3県は2012年（平成24年）3月31日）に終了したことにより、私的録画補償金制度は、2012年（平成24年）11月以降は機能しなくなり、これをもって当協会の存在意義がなくなった。このため、2015年（平成27年）4月1日に、法人が解散するに至った。なお、同時期には地上アナログ放送におけるデジアナ変換も終了している。

## 関連団体
- 私的録音録画補償金管理協会
- 著作権法（第104条の指定管理団体）

## SARVH賞
2005年（平成17年）より日本映画製作者協会に委託する形で、年間で最も優秀な映画プロデューサーを表彰する「SARVH賞」を実施していたが、協会の解散に伴い2014年（平成26年）を最後に終了した。その後継として新藤兼人賞にプロデューサー賞を新設した。